# ARMA
Trong thống kê học, mô hình autoregressive moving average (ARMA), đôi khi được gọi là mô hình Box-Jenkins sau khi phương pháp Box-Jenkins được đưa ra sử dụng để chạy mô hình, thường được áp dụng cho dữ liệu chuỗi thời gian (time series) tự tương quan (autocorrelated).
Cho chuỗi dữ liệu time series Xt, mô hình ARMA là một công cụ để hiểu và có lễ để dự đoán các giá trị tương lai của chuỗi này. Mô hình bao gồm hai phần, phần tự hồi quy autoregressive (AR) và phần bình quân dịch chuyển moving average (MA). Mô hình thường được coi là mô hình ARMA(p,q) khi p là order của phần autoregressive và q là order của phần moving average.
Ký hiệu AR(p) liên quan tới mô hình tự hồi quy autoregressive với order p. Phần mô hình AR(p) được viết:
{\displaystyle X_{t}=c+\sum _{i=1}^{p}\varphi _{i}X_{t-i}+\varepsilon _{t}.\,}
trong đó {\displaystyle \varphi _{1},\ldots ,\varphi _{p}} là các tham số của mô hình, {\displaystyle c} là hằng số (constant) và {\displaystyle \varepsilon _{t}} là white noise.
Ký hiệu MA(q) là cho phần moving average có order q:
{\displaystyle X_{t}=\mu +\varepsilon _{t}+\sum _{i=1}^{q}\theta _{i}\varepsilon _{t-i}\,}
trong đó θ1,..., θq là thông số của mô hình, μ là giá trị kỳ vọng của {\displaystyle X_{t}} (thường được giả sử là bằng 0), và {\displaystyle \varepsilon _{t}}, {\displaystyle \varepsilon _{t-1}},... là white noise error terms.
Mô hình tổng quan sẽ bao gồm hai mô hình con AR(p) và MA(q),
{\displaystyle X_{t}=c+\varepsilon _{t}+\sum _{i=1}^{p}\varphi _{i}X_{t-i}+\sum _{i=1}^{q}\theta _{i}\varepsilon _{t-i}.\,}